# Muiria pulchra
Muiria pulchra är en insektsart som beskrevs av Frederick Arthur Godfrey Muir 1928. Muiria pulchra ingår i släktet Muiria och familjen Derbidae. Inga underarter finns listade i Catalogue of Life.